# Lotta Svärd
Lotta Svärd a fost o organizație paramilitară finlandeză voluntară de femei. În timpul Războiului civil finlandez organizația a activat pe lângă Gărzile albe. După acest război Lotta Svärd a fost fondată ca o organizație separată la 9 septembrie 1920. Numele provine de la un poem scris de poetul Johan Ludvig Runeberg. Parte a unei cărți vestite in epocă, Povestirile lui Ensign Stål, poemul descrie întâmplările prin care trece o femeie numită Lotta Svärd. Potrivit poemului, un soldat finlandez, recrutul Svärd, a plecat să lupte în război, luându-și soția, Lotta, cu el. 
Svärd a căzut în luptă, dar soția sa a rămas pe front, îngrijind soldații răniți. Numele a fost rostit prima dată de Carl Gustaf Emil Mannerheim într-un discurs ținut la 15 mai 1918. Prima organizație care a folosit numele Lotta Svärd a fost cea din Riihimäki, fondată la 11 noiembrie 1918.
În deceniul 1920 - 1930 numărul membrelor organizației a crescut până la 60000. În 1944 organizația avea 242000 voluntare, fiind cea mai mare organizație voluntară auxiliară din lume. În timpul celui de-al doilea război mondial peste 100000 de locuri de muncă preluate de membrele Lotta au permis bărbaților încadrați pe acele posturi să meargă pe front. Membrele lucrau în spitale, la posturile de avertizare anti-aeriană și în alte servicii auxiliare. Oficial erau neînarmate, dar a existat o excepție în 1944 când membrele unei baterii antiaeriene, ce manevrau reflectoarele de căutare AA au fost înarmate cu carabine. .
Când Războiul de continuare s-a sfârșit U.R.S.S. a cerut interzicerea organizațiilor paramilitare, fasciste sau semi-fasciste din Finlanda. Astfel organizația Lotta Svärd a fost desființată la 23 noiembrie 1944. O noua organizație numită Suomen Naisten Huoltosäätiö (Fundația de ajutorare a femeilor finlandeze) i-a preluat mijloacele materiale și proprietățile. Aceasta organizație există până azi sub numele de  Lotta Svärd Säätiö ( Fundația Lotta Svärd ).
Organizația Lotta Svärd a inspirat organizații similare în alte țări nordice:Lottorna în Suedia; alte organizații asemănatoare în Danemarca și Norvegia.
Filmul finlandez Lupaus ("Promisiunea")(2005) descrie întâmplările prin care au trecut câteva membre Lotta Svärd în perioada războiului, totul fiind privit prin ochii unei tinere femei.

## Referințe

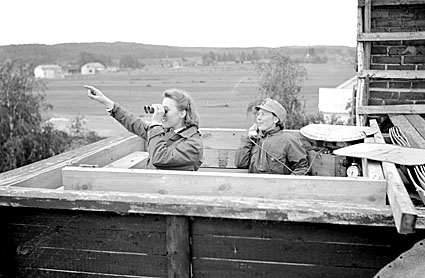
Post de averizare AA deservit de membre Lotta Svärd
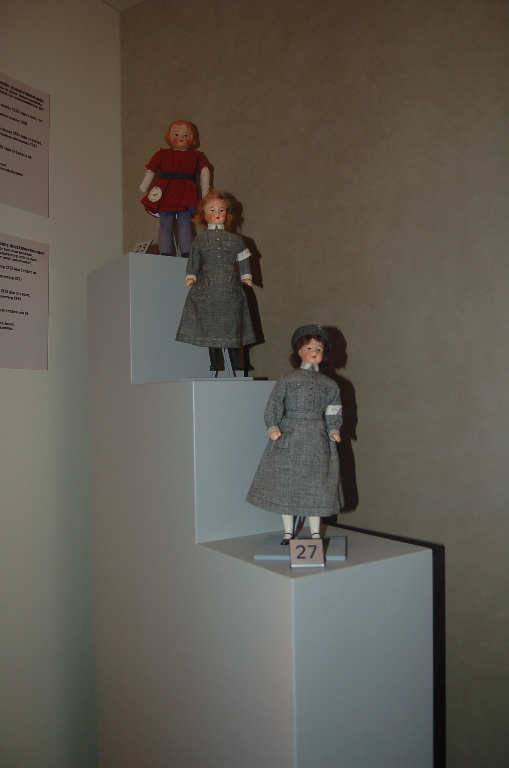
Păpuşi finlandeze din anii '40, în uniforma organizaţiei